# Domaradzka Kuźnia
Domaradzka Kuźnia (niem. Dammratschhammer, w latach 1938-1945 Dammfelder Hammer) – wieś w Polsce, położona w województwie opolskim, w powiecie namysłowskim, w gminie Pokój. 
W obrębie Domaradzkiej Kuźni wyróżniona jest administracyjnie część miejscowości – Jaginów.

## Historia
Wieś zamieszkiwała opolska grupa etnograficzna Leśnioków.
Pierwsze wzmianki o Domaradzkiej Kuźni pochodzą z XVI wieku, natomiast pierwsze wzmianki o Jagunowie – kolonii Domaradzkiej Kuźni, pochodzą z 1651 r. Na tych terenach wśród lasów znaleziono rudę, zwaną wtedy „resenerz”. W 1590 r. przybył na teren miejscowości mistrz hutniczy, niejaki Adam Kuschnik z Kadłuba Turawskiego. Otrzymał on zezwolenie na budowę kuźni nad rzeką Stobrawą, w której wytapiano rudę. Za korzystanie z prawa wodnego płacił  50 talarów rocznie. Huta  przetrwała do 1718 r. W 1666 r. Daniel Kotliński wydzierżawił kuźnię i okoliczne lasy, za które zapłacił 600 niemieckich talarów. Otrzymał  zezwolenie na wyrób drewna, które przerabiał w kuźni na węgiel drzewny.
Domaradzka Kuźnia dzieliła się na wieś i kolonię (obecna ul. 1 Maja, potocznie zwana „Kolonistami”). Mieszkańcy wsi trudnili się rolnictwem i handlem. W Domaradzkiej Kuźni znajdował się również młyn, który spłonął w 1746 roku. Mieszkańcy kolonii byli natomiast osadnikami, którzy wynajmowali domy  z zagrodami od właściciela ziemskiego. Rodziny tam zamieszkujące musiały w zamian za wynajem dwa razy w tygodniu strzyc i pielęgnować owce dla właściciela. W 1770 r. hodowle zaczęły podupadać, ponieważ nie znaleziono chętnych do kupna lub dzierżawy zagród. Rok później wysłano zawiadomienia do ambasad (m.in. we Wrocławiu) o poszukiwaniu chętnych do zasiedlenia pustych domostw, ale nikt się nie zgłosił z powodu wysokiego czynszu. Ostatecznie, w 1783 r. osiedliło się tam 16 rodzin robotników leśnych.
Do głosowania podczas plebiscytu uprawnione były w Jaginowie (niem. Dammfelder Hammer Kolonie) 573 osoby, z czego 418, ok. 72,9%, byli to mieszkańcy (w tym 405, ok. 70,7% całości, mieszkańcy urodzeni w miejscowości). Oddano 552 głosy (ok. 96,3% uprawnionych), w tym 551 (ok. 99,8%) ważnych; za Niemcami głosowało 531 osób (ok. 96,2%), a za Polską 20 osób (ok. 3,6%).
W 1770 r. w miejscu istniejącej wcześniej huty założono ponownie miejscowość. W 1845 r. w miejscowości odnotowano 3 młyny, których zbiorniki zarybione były karpiami. Warzelnia potażu dostarczała 25 cetnarów tego produktu rocznie. W tym samym roku zbudowano w miejscowości szkołę; w 1863 r. uczęszczało do niej 170 uczniów, w tym także z Jagunowa i Lubnowa), ale także z Dąbrówki Dolnej. Wszyscy uczniowie byli katolikami.
W 1926 wieś zamieszkiwali mali gospodarze i robotnicy leśni. W Domaradzkiej Kuźni znajdowały się wówczas: kuźnia, sklep rowerowy, mała stacja paliw, usługi transportowe, sklep spożywczy, piekarnie, stolarnie, tartak, poczta, dwie karczmy, szewc, młyn i rzeźnik.
19 maja 1936 r. w miejsce nazwy Dammratschhammer wprowadzono niemiecką nazwę Dammfelder Hammer. 1. kwietnia 1938 r. miejscowość włączono do Dąbrówki Dolnej. 1 czerwca 1948 r. nadano miejscowości polską nazwę Domaradzka Kuźnia.

## Zabytki
Do wojewódzkiego rejestru zabytków wpisany jest:
- dom - chałupa, ul. Opolska 11, drewniana z przełomu XVIII i XIX w., według Katalogu zabytków sztuki w Polsce z 1968 r. posiada nr 13 i jest konstrukcji wieńcowej - zrębowej. Chałupa była półtoratraktowa, z sienią pośrodku, w której znajdował się trzon kominowy. Szczyty w dolnej strefie były szalowane pionowo w górnej skośnie; dach pokryty słomą z naczółkami szalowanymi[10].

## Demografia
W 1863 r. w miejscowości było 16 chałupników i 11 chałupników wygonowych.
| Rok                                   | 1764 | 1784 | 1845 | 1890 | 1900 | 1910 | 1925 | 1933 | 1946 | 1960 | 1965 | 1988 | 2002 | 2009 |
| Liczba mieszkańców Domaradzkiej Kuźni | ?    | 113  | 211  | 268  | 253  | 216  | 651  | 508  | 354  | 326  | 350  | 229  | 237  | 224  |
| Liczba mieszkańców Jagunowa           | 82   | ?    | 280  | 415  | 439  | 441  | ?    | ?    | 354  | 326  | 350  | 229  | 237  | 224  |

Źródła:.